# Lamia (poema)
Lamia es un poema narrativo escrito por el poeta inglés John Keats.
El poema, escrito en 1819, cuenta cómo el dios Hermes escucha hablar sobre una ninfa que es la más hermosa de todas. Hermes busca a la ninfa, pero termina encontrándose con una Lamia, atrapada en la forma de una serpiente. Ella le ofrece revelarle a la hermosa ninfa a cambio de que le devuelva su forma humana. El dios acepta el trato y se marcha con la ninfa, y una vez en forma humana la Lamia va en busca de Licio, un joven de Corinto. Sin embargo, la relación entre Licio y la Lamia es destruida cuando el sabio Apolonio de Tiana revela la verdadera identidad de la Lamia en su banquete de bodas, momento en que ella regresa a su forma de serpiente y Licio muere de dolor.
El poema explora temas habituales en la obra de John Keats, como la tensión entre razón y sensación y la cualidad ilusoria pero potencialmente redentora de la poesía y el amor.

## Inspiración
John Keats se inspiró en La novia de Corinto, una historia que aparece en la Anatomía de la melancolía de Robert Burton, quien a su vez la tomó de la Vida de Apolonio de Tiana de Filóstrato (4. 25). Según cuenta Filóstrato, Menipo, un joven aprendiz de filósofo, se dejó seducir por una misteriosa mujer extranjera que lo abordó cuando caminaba por las afueras de Corinto. La mujer insistió en que se casaran, y a la boda acudió el sabio Apolonio, quien tras observar detenidamente a Menipo declaró "tú, al que las mujeres persiguen, abrazas a una serpiente, y ella a ti". La novia, en efecto, era una lamia o Empusa, y aunque al principio negaba su condición, acabó confesando que había seducido a Menipo para devorarle y beber su sangre, pues la de los mozos como él es pura y rebosa vigor.

## Influencia
El poema tuvo una gran influencia en el soneto de Edgar Allan Poe A la ciencia (1829), específicamente las líneas 229-238 de la segunda parte: la discusión sobre los efectos devastadores de la "fría filosofía".
'Do not all charms fly
At the mere touch of cold philosophy?/
There was an awful rainbow once in heaven:/
We know her woof, her texture; she is given/
In the dull catalogue of common things./
Philosophy will clip an Angel's wings,/
Conquer all mysteries by rule and line,/
Empty the haunted air, and gnomed mine -/
Unweave a rainbow, as it erewhile made/
The tender-person'd Lamia melt into a shade.'
Las últimas líneas de este poema de Poe también están influenciadas por Lamia.
El libro Unweaving the Rainbow de Richard Dawkins también toma su título del pasaje mencionado: es un intento explícito de demostrar que su perspectiva de la fría filosofía es incorrecta y que la ciencia revela, no destruye, la verdadera belleza del mundo natural.
También influenció la obra de Edward MacDowell, Lamia, Opus 29.